# Vester Hassing Enge
Vester Hassing Enge er et autoriseret stednavn for et landområde beliggende ca. 3 km. syd for Vester Hassing i Aalborg Kommune. I området ligger ca. 20 landejendomme. Området består af strandeng og ager. Mod øst grænser området op til Skiveren og mod syd afgrænses området af Limfjorden.